# اقتصاد بوتسوانا
يعد اقتصاد بوتسوانا حاليًا أحد أسرع الاقتصادات نموًا في العالم، بمتوسط يبلغ حوالي 5٪ سنويًا على مدار العقد الماضي. وبعد فترة من الركود في مطلع القرن الحادي والعشرين، سجل اقتصاد بوتسوانا مستويات عالية من النمو، حيث تجاوز نمو الناتج المحلي الإجمالي المستهدف 6-7٪. كان النمو الاقتصادي منذ أواخر الستينيات شبيه مع بعض أكبر اقتصادات آسيا.
بني هذا النمو الاقتصادي على تعدين الألماس، والسياسات المالية الحكيمة، والمساعدة المالية والتقنية الدولي، والسياسة الخارجية الحذرة. يعتمد اقتصاد بوتسوانا في الغالب على تعدين الماس. حيث يساهم الألماس في 50٪ من عائدات الحكومة. وصنفت على أنها الدولة الأقل فسادًا في أفريقيا في مؤشر مدركات الفساد من قبل منظمة الشفافية الدولية لمراقبة الفساد. ولديها رابع أعلى دخل قومي إجمالي للفرد من القوة الشرائية في أفريقيا.
حققت بوتسوانا المركز 85 في مؤشر الابتكار العالمي عام 2023، وتراجعت للمركز 87 في مؤشر عام 2024.

## التاريخ
يعمل في الزراعة 70٪ من سكان الريف ولكنها توفر فقط حوالي 50٪ من الاحتياجات الغذائية وتمثل 1.8٪ فقط من الناتج المحلي الإجمالي.و تسود في البلاد زراعة الكفاف وتربية الماشية. يعاني القطاع من عدم انتظام هطول الأمطار والتربة الفقيرة. وبسبب العثور على رواسب معدنية كبيرة في السبعينيات نما قطاع التعدين من 25٪ من الناتج المحلي الإجمالي في عام 1980 إلى 38٪ في عام 1998. وتبلغ نسبة البطالة وفق التقديرات الرسمية 21٪ لكن التقديرات غير الرسمية تقدرها ب 40٪.
تباطأ النمو الاقتصادي في 2005-2008 وتحول إلى سلبي في 2009 نتيجة للأزمة، وانكمش بنسبة 5.2٪. وقد تفاقم بسبب الانكماش العالمي في القطاع الصناعي، والذي تقلص بنسبة 30٪،  وتناقض الانكماش الاقتصادي الحاد في بوتسوانا مع معظم الدول الأفريقية الأخرى التي شهدت نموًا مستمرًا خلال هذه الفترة.
يمكن إرجاع عجز الميزانية في بوتسوانا إلى النفقات العسكرية المرتفعة نسبيًا (حوالي 4٪ من الناتج المحلي الإجمالي في عام 2004، وفقًا لكتاب حقائق العالم ). انتقد بعض النقاد هذا المستوى من الإنفاق العسكري، نظرًا لانخفاض احتمالية نشوب صراع دولي.

## التعدين

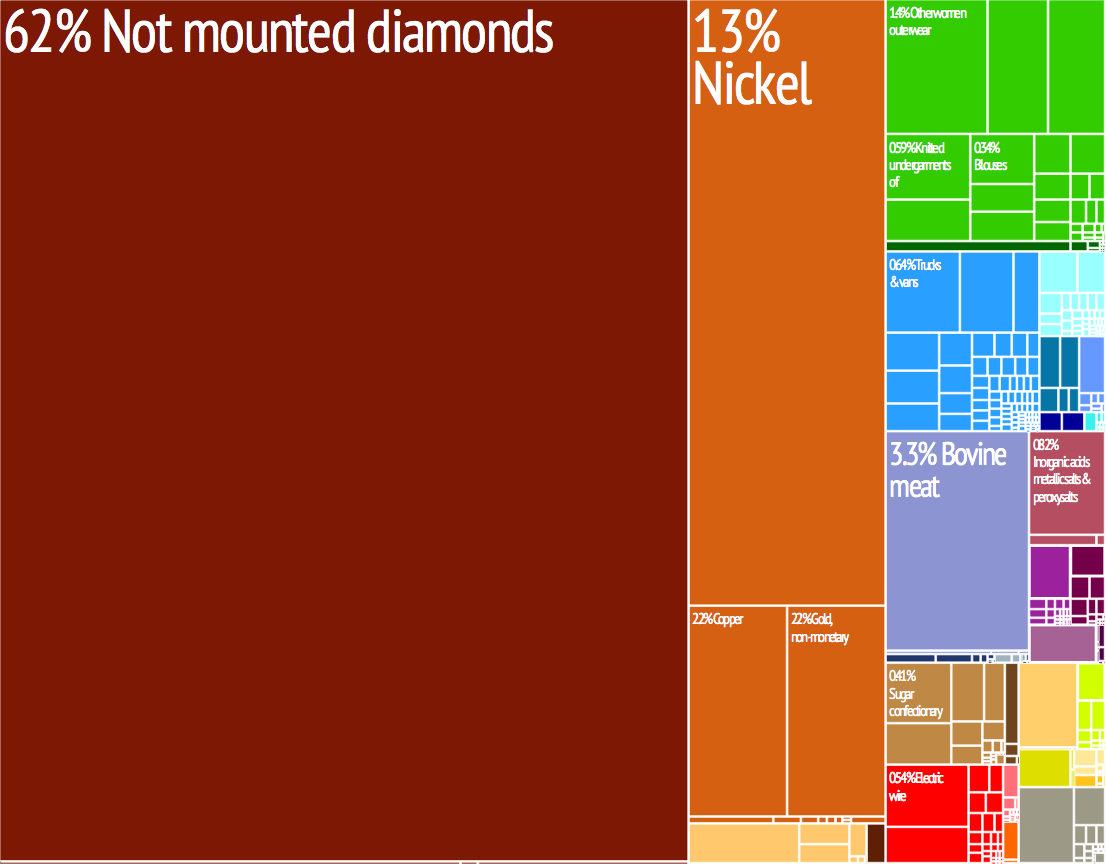
تمثيل نسبي لصادرات بوتسوانا 2009

تعمل في البلاد شركتان كبيرتان للتعدين، هما Debswana ‏وBCL Limited ‏(بمشاركة كبيرة من الحكومة في الأسهم). ولكن وضحت الأخيرة قيد التصفية النهائية من قبل المحكمة العليا في يونيو 2017.
منذ أوائل الثمانينيات، كانت البلاد واحدة من أكبر منتجي الألماس في العالم. أنتجت بوتسوانا أكثر من 30 مليون قيراط (6000 كجم) من الماس (حوالي 25 ٪ من الإنتاج العالمي)  في عام 1999. وهي أكبر منتج للماس من حيث القيمة في العالم. ووفقًا لدبسوانا، أدى مشروع توسعة منجم أورابا 2000 إلى زيادة الإنتاج السنوي لمنجم أورابا من 6 ملايين قيراط إلى 12 مليون قيراط ورفع إجمالي الإنتاج إلى 26 مليون قيراط. وفي عام 2003، افتتحت دبسوانا منجم دمتشا للماس على بعد 220 كيلومترًا (140 ميلًا) غرب مدينة فرانسيستاون.
تنتج بوتسوانا أيضًا كربونات الصوديوم، ويقدر إنتاج كربونات الصوديوم بحوالي 420.000 سنويًا ويصدر إلى جنوب أفريقيا وزامبيا وزيمبابوي وملاوي وجمهورية الكونغو الديمقراطية.

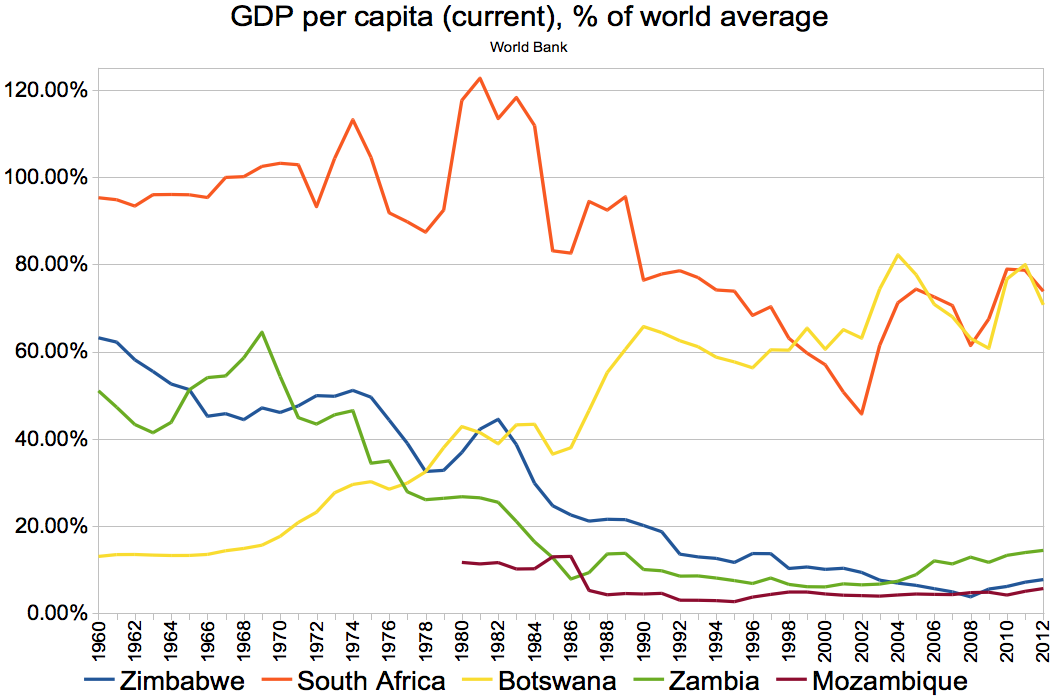
نصيب الفرد من الناتج المحلي الإجمالي في بوتسوانا مقارنة بالدول المجاورة (المتوسط العالمي = 100)

## السياحة
تمثل السياحة ما يقرب من 12٪ من الناتج المحلي الإجمالي. تقع دلتا أوكافانغو إحدى النظم البيئية الفريدة في العالم في بوتسوانا. مناطق الجذب السياحي الرئيسية هي محميات الصيد ودلتا أوكافانغو، والتي تكون خلال موسم الأمطار متاهة من الممرات المائية والجزر والبحيرات.

## الزراعة
يعيش أكثر من نصف سكان بوتسوانا في المناطق الريفية ويعتمدون على محاصيل الكفاف وتربية الماشية. تلبي الزراعة جزءًا صغيرًا فقط من الاحتياجات الغذائية وتساهم بنسبة 1.8٪ فقط في الناتج المحلي الإجمالي.
فقط حوالي 0.7٪ من إجمالي الأرض الصالحة لزراعة الأرض مزروعة. تعرقل أساليب الزراعة التقليدية، وتكرار الجفاف والتعرية والأمراض من إنتاج المحاصيل. وتقع معظم الأراضي المزروعة في المنطقة الشرقية. المحاصيل الغذائية الرئيسية هي الذرة والسورغم، والدخن. بلغ إنتاج السورغم والذرة في عام 2004 32000 طن و 10000 طن. يشكل محصولا السورغم والذرة أقل من 10٪ من الاحتياجات السنوية البالغة 250 ألف طن.
كُرست جميع البحوث الزراعية للحفاظ على التربة وتطوير وتوزيع سلالات محسنة من الحبوب. وتقوم الحكومة ببناء السدود وحفر الآبار للاستفادة من المياه الجوفية.
إنتاج بوتسوانا في عام 2018:
- 102000 طن من الدرنات.
- 46 ألف طن من الخضار.
- 17 ألف طن من السورغن ؛
- 13 ألف طن من الذرة ؛
- 8000 طن من الملفوف.
- 6000 طن من البصل.
- 5000 طن من الطماطم.

بالإضافة إلى أقل أصغر من المنتجات الزراعية الأخرى.

## التجارة
بوتسوانا جزء من الاتحاد الجمركي لأفريقيا الجنوبية. ووفقًا لوزارة التجارة الأمريكية، هناك عدد قليل جدًا من الحواجز الجمركية للتجارة مع بوتسوانا.  ويعتبر ألماس الصادر الرئيسي. اعتبارًا من عام 2017، أصبحت بوتسوانا ثاني أكبر منتج للماس في العالم بعد روسيا. ونظرًا لاعتماد بوتسوانا الشديد على الماس، فإن الطلب العالمي أمر حيوي للاقتصاد.

## إحصائيات
يبين الجدول التالي أهم المؤشرات الاقتصادية 1980-2017.
| السنة                                                     | 1980  | 1985  | 1990  | 1995  | 2000  | 2005  | 2006   | 2007   | 2008   | 2009   | 2010   | 2011   | 2012   | 2013   | 2014   | 2015   | 2016   | 2017   |
| --------------------------------------------------------- | ----- | ----- | ----- | ----- | ----- | ----- | ------ | ------ | ------ | ------ | ------ | ------ | ------ | ------ | ------ | ------ | ------ | ------ |
| الناتج الإجمالي بلميارات الدولارات (تعادل القوة الشرائية) | 1.80  | 3.69  | 7.55  | 9.97  | 13.96 | 18.73 | 20.92  | 23.26  | 25.20  | 23.45  | 25.77  | 27.89  | 29.67  | 33.57  | 35.59  | 35.36  | 37.36  | 38.86  |
| نصيب الفرد (تعادل القوة الشرائية)                         | 1,832 | 3,197 | 5,460 | 6,288 | 7,942 | 9,989 | 11,009 | 12,069 | 12,891 | 11,833 | 12,839 | 13,734 | 14,439 | 16,145 | 16,916 | 16,613 | 17,345 | 17,828 |
| النمو                                                     | 12.0% | 7.7%  | 8.8%  | 7.0%  | 2.0%  | 7.4%  | 6.2%   | 8.3%   | 6.2%   | −7.7%  | 8.6%   | 6.0%   | 4.5%   | 11.3%  | 4.1%   | −1.7%  | 4.3%   | 2.2%   |
| الدين (نسبة مئوية من الناتج المحلي الإجمالي)              | ...   | ...   | ...   | ...   | 8%    | 7%    | 6%     | 8%     | 8%     | 18%    | 20%    | 19%    | 19%    | 17%    | 17%    | 16%    | 15%    | 16%    |